# Campionat de Zúric 1975
L'edició del 1975 fou la 60a del Campionat de Zuric. La cursa es disputà el 4 de maig de 1975, pels voltants de Zúric i amb un recorregut de 254 quilòmetres. El vencedor final fou el belga Roger De Vlaeminck, que s'imposà per davant d'Eddy Merckx i Francesco Moser.

## Classificació final
|    | Ciclista            | Equip                          | Temps      |
| -- | ------------------- | ------------------------------ | ---------- |
| 1  | Roger De Vlaeminck  | Brooklyn                       | 6h 56' 20" |
| 2  | Eddy Merckx         | Molteni                        | m. t.      |
| 3  | Francesco Moser     | Filotex                        | m. t.      |
| 4  | Frans Verbeeck      | Maes Pils-Watney               | m. t.      |
| 5  | Constantino Conti   | Furzi-Vibor                    | m. t.      |
| 6  | Roland Salm         | Zonca-Santini                  | m. t.      |
| 7  | Herman Van Springel | Carpenter-Confortluxe-Flandria | m. t.      |
| 8  | André Dierickx      | Rokado                         | m. t.      |
| 9  | Josef Fuchs         | Filotex                        | m. t.      |
| 10 | Wladimiro Panizza   | Brooklyn                       | m. t.      |